# Shin'ichirō Takada
Shin'ichirō Takada (高田 慎一郎, Takada Shin'ichirō) est un dessinateur japonais de manga. Il est notamment auteur de Cicatrice the Sirius, paru entre 1999 et 2001.

## Biographie
Shin'ichirō Takada a fait ses débuts aux 7e Big Rookie Awards parrainés par Enix en 1994, recevant la mention honorable et le Big Step Award pour "ROUGH STONE". Après cela, il a principalement écrit pour les magazines Enix (Square Enix), mais surtout dans le magazine "Monthly GFantasy" (Square Enix), il a commencé à sérialiser en 1995, l'année après ses débuts, Kamisamanotsukurikata (神さまのつくりかた/Comment faire Dieu). Depuis, il a sorti des mangas pendant environ 12 ans. Ces dernières années, il existe de nombreuses opportunités de publier des œuvres dans des magazines de bandes dessinées Web plutôt que dans des magazines de manga. En tant que style, il dessine de manga fantastiques avec une fille comme personnage principal.
En plus des activités commerciales, il s'engage également dans les activités de doujinshi, et est responsable des scénarios et du design des personnages au cercle de production "Kazesuzuya". Dans ce "Furusuzuya", des jeux et des bandes sonores du même nom basés sur le manga commercial sérialisé de Takada "ACLLA ~ Sun Priestess and Sky God Soldier ~" sont distribués sur le marché du manga. De plus, depuis qu'il écrivait pour le projet crossover "Hero Crossline", il a également contribué à un magazine commun des artistes participant au projet. 